# Atractus caete
Espèce
Atractus caete  est une espèce de serpents de la famille des Dipsadidae.

## Répartition
Cette espèce est endémique d'Alagoas en Brésil. Elle a été découverte à 360 m d'altitude à Quebrangulo.

## Publication originale
- Passos, Fernandes, Bérnils & Moura-Leite, 2010 : Taxonomic revision of the Brazilian Atlantic Forest Atractus (Reptilia: Serpentes: Dipsadidae). Zootaxa, no 2364, p. 1–63 (texte intégral).